# Петуховське міське поселення
Петухо́вське міське поселення (рос. Петуховское городское поселение) — міське поселення у складі Петуховського району Курганської області Росії.
Адміністративний центр та єдиний населений пункт — місто Петухово.
Населення міського поселення становить 10304 особи (2017; 11292 у 2010, 12661 у 2002).